# Hitchcock (Dakota Południowa)
Hitchcock – miasto w Stanach Zjednoczonych, w stanie Dakota Południowa, w hrabstwie Beadle.